# Arnaud Malherbe
Arnaud Malherbe (ur. 20 listopada 1972 w Port Elizabeth) – południowoafrykański lekkoatleta specjalizujący się w długich biegach sprinterskich, trzykrotny uczestnik letnich igrzysk olimpijskich (Atlanta 1996, Sydney 2000, Ateny 2004).

## Sukcesy sportowe
- czterokrotny mistrz RPA w biegu na 400 metrów – 1996, 1997, 1998, 1999[1]

| Rok  | Miasto       | Zawody                     | Konkurencja        | Wynik         |
| ---- | ------------ | -------------------------- | ------------------ | ------------- |
| 1995 | Fukuoka      | Uniwersjada                | bieg na 400 m      | 6. miejsce    |
| 1997 | Ateny        | Mistrzostwa świata         | sztafeta 4 x 400 m | 4. miejsce    |
| 1998 | Kuala Lumpur | Igrzyska Wspólnoty Narodów | bieg na 400 m      | 5. miejsce    |
| 1999 | Sewilla      | Mistrzostwa świata         | sztafeta 4 x 400 m | brązowy medal |
| 1999 | Johannesburg | Igrzyska afrykańskie       | sztafeta 4 x 400 m | srebrny medal |
| 2002 | Manchester   | Igrzyska Wspólnoty Narodów | sztafeta 4 x 400 m | 4. miejsce    |
| 2004 | Brazzaville  | Mistrzostwa Afryki         | sztafeta 4 x 400 m | brązowy medal |

## Rekordy życiowe
- bieg na 200 metrów – 21,27 – Bangor 21/07/2002
- bieg na 400 metrów – 44,59 – Roodepoort 19/03/1999 (do 2014 rekord RPA)
- bieg na 800 metrów – 1:48,27 – Bloemfontein 04/02/2000